# 1751 Herget
1751 Herget eller 1955 OC är en asteroid i huvudbältet, som upptäcktes 27 juli 1955 av Indiana Asteroid Program vid Indiana University Bloomington med Goethe Link Observatory. Asteroiden har fått sitt namn efter astronomen Paul Herget..
Asteroiden har en diameter på ungefär 10 kilometer och den tillhör asteroidgruppen Gefion.